# نقش الكرنك العظيم

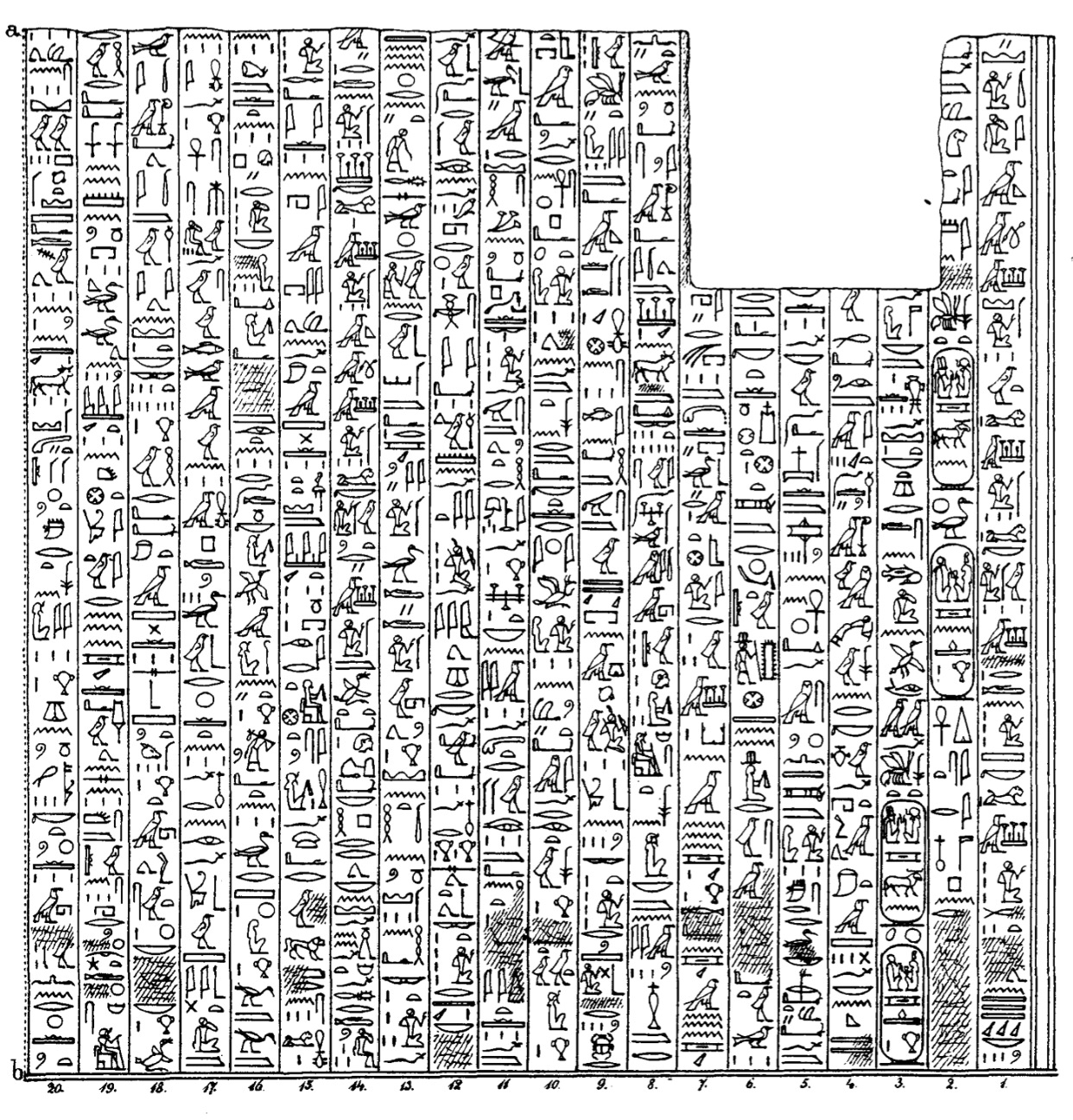
الجزء الأول من النقش (الأسطر 1-20، من 79)

نقش الكرنك العظيم هو نقش مصري قديم بالهيروغليفية المصرية ينتمي إلى ملك الأسرة التاسعة عشر مرنبتاح. تم اكتشافه في الكرنك عام 1828-1829، وهو كتاب كتابي طويل. وفقًا لويلهلم ماكس مولر، فهو «أحد النصوص القياسية الشهيرة في علم المصريات ... [وكان] ... أحد أعظم مطالب العلماء لسنوات عديدة.»
يقع نقش الكرنك العظيم في الغرب (من الداخل) من الجدار الشرقي لمحكمة المخبأ، في منطقة آمون رع بمجمع معبد الكرنك، في الأقصر الحديثة. يمتد من الصرح الرابع للحرم العظيم إلى الصرح الثامن.
تم تحديده لأول مرة بواسطة شامبليون، ثم نشره جزئيًا كارل ريتشارد ليبسيوس. وهو يتضمن سجلاً بحملات هذا الملك ضد شعوب البحر. يُظهر النقش المؤلف من 79 سطراً (والذي فقد الآن حوالي ثلث محتواه) حملات الملك والعودة النهائية مع الغنائم والأسرى.
إنه أطول نص ضخم متواصل من مصر. تم تصنيفها على أنه KIU 4246 من قبل المركز الفرنسي المصري لدراسات معابد الكرنك.